# Аль-Фарабі (Жетисайський район)
Аль-Фарабі́ (каз. Әл Фараби) — село у складі Жетисайського району Туркестанської області Казахстану. Адміністративний центр Жилисуського сільського округу.
У радянські часи село називалось Отділення № 1 совхоза імені Леніна.
Населення — 1369 осіб (2021; 1473 у 2009, 1097 у 1999, 670 у 1989).